# Charinus bahoruco
Charinus bahoruco (лат.) — вид паукообразных семейства Charinidae из отряда фринов (Amblypygi). Название происходит от места обнаружения (Sierra de Bahoruco).

## Распространение
Северная Америка: Доминиканская Республика (остров Гаити). Найдены в горной местности Sierra de Bahoruco под камнями среди лиственной подстилки, недалеко от ручьёв, в широколиственном полулистопадном лесу.

## Описание
Этот вид отличается от других карибских и центральноамериканских представителей рода Charinus по следующей комбинации признаков: срединные глаза отсутствуют, срединный глазной бугорок небольшой; боковые глаза хорошо развиты; тритостернум очень короткий (немного длиннее ширины); хелицеральный базальный сегмент с редуцированным ретролатеральным зубцом; хелицеральный коготь с четырьмя или пятью зубцами; голень I пары ног с 21 члеником, лапка I с 37 члениками; присутствует вторичный половой диморфизм, самцы крупнее самок. Боковые глаза расположены от латерального края карапакса по крайней мере на расстоянии в три раза больше диаметра одного оцеллия, с щетинкой позади латеральной глазной триады. Вертлуг педипальп с двумя вентральными шипами (спинной шип отсутствует); голень педипальпы с двумя спинными и одним брюшным шипами; вентральный шип на голени педипальпы расположен дистально.